# William Ling
William Ling (Hemel Hempstead, 1º agosto 1908 – Nuovo Brunswick, 8 maggio 1984) è stato un arbitro di calcio inglese.
Arbitrò la finale del campionato mondiale di calcio 1954 tra Germania Ovest e Ungheria, disputata al Wankdorfstadion di Berna il 4 luglio 1954 e passata alla storia come Miracolo di Berna.

## Carriera
Arbitro di rilievo nel panorama calcistico britannico tra gli anni '40 e gli anni '50, arbitrò al torneo di calcio delle Olimpiadi di Londra nel 1948 (inclusa la finalissima tra Svezia e Jugoslavia), nonché la finale della FA Cup 1951 tra Newcastle e Blackpool.
Ai mondiali del 1954 arbitrò la gara del primo turno tra Ungheria e Germania Ovest, vinta per 8-3 dai magiari.
Gli fu quindi assegnata la direzione della finale, stavolta vinta per 3-2 dai tedeschi, divenendo il secondo arbitro inglese, dopo George Reader nel 1950, ad arbitrare una finale di coppa del mondo di calcio.